# The Lucha Brothers
 (juillet 2021).
Palmarès
1 fois champions par équipe de la XMW
 1 fois champions du monde par équipe de la PWG
 1 fois champions du monde par équipe de la WAR
 1 fois champions par équipe de la MLW
 1 fois champions par équipe de The Crash
 1 fois champions du monde par équipe d'Impact
 1 fois champions du monde par équipe de la AAA
 1 fois champions du monde par équipe de la AEW
1 fois champions du monde par équipe de la ROH
The Lucha Brothers est une équipe de catcheurs, composée de Penta et Rey Fénix. Le duo travaille actuellement à la World Wrestling Entertainment.
Ils détiennent le record du plus long règne de l'histoire des titres mondiaux par équipe de la AAA avec 853 jours.

## Carrière

### Circuit Indépendant Américain (2016-...)
Lors de WrestleCon SuperShow 2017, ils perdent contre The Hardys Boyz (Jeff Hardy et Matt Hardy).
Le 20 avril 2018 lors de MLW Fusion, Penta El Zero M bat Rey Fenix.
Lors de MLW Battle Riot, Rey Fenix et Penta El Zero M battent Rey Horus & Drago et conservent les MLW Tag Team Titles.
Le 14 juin 2019 lors de PCW Ultra Mind Crawler, ils perdent contre Jacob et Josef Fatu et ne remportent pas les PCW et DEFY tag team championships.

### All American Wrestling (2016-...)
Le 8 octobre 2016, Penta El Zero M met le titre poids-lourds de la AAW en jeu dans un Lucha de Apuestas Tag Team Match où son frère Fénix a mis son masque en jeu, tandis que leurs adversaires risquaient soit leurs cheveux (Sami Callihan) ou leur carrière (Jake Crist). Le match a pris fin avec Sami Callihan épinglant Pentagón Jr. pour gagner le titre de Penta. 
Lors de AAW Take No Prisoners, Rey Fenix et Penta El Zero M battent Myron Reed & A.R Fox.
Lors de AAW Legacy 2018, ils battent Dezmond Xavier et Zachary Wentz.

### Pro Wrestling Guerrilla (2016–...)
Lors de PWG Battle Of Los Angeles 2016 - Tag 3, ils perdent contre The Young Bucks et ne remportent pas les PWG World Tag Team Championship,. Lors de PWG "Nice Boys (Don't Play Rock N' Roll"), ils battent The Young Bucks dans un Three Way Tag Team Match qui comprenaient également Matt Sydal et Ricochet et remportent les PWG World Tag Team Championship,.
Lors de PWG Battle Of Los Angeles 2017 - Tag 2, ils font équipe avec Flamita et perdent contre The Elite (Kenny Omega, Matt et Nick Jackson).
Lors de PWG All Star Weekend 13 - Tag 1, ils perdent les titres contre The Chosen Bros (Jeff Cobb et Matt Riddle). Lors de Battle of Los Angeles Day 3, ils perdent contre Zachary Wentz et Dezmond Xavier et ne remportent pas les PWG World Tag Team Championship.

### WrestleCircus (2017-...)
Lors de WC Dive Hard With A Vengeance, ils battent reDRagon (Bobby Fish et Kyle O'Reilly). Lors de WC The Squared Ring Circus, ils perdent contre Roppongi Vice (Baretta et Rocky Romero) et ne remportent pas les WC Big Top Tag Team Championship.

### Impact Wrestling (2018-2019)
Le 12 juillet à Impact, ils font équipe avec Rich Swann et perdent contre Sami Callihan et oVe. 
Le 2 août à Impact, Pentagon et Fenix battent oVe. 
Le 30 août à Impact ReDifined, Fénix perd contre Brian Cage et ne remporte pas le titre de la X-Division. Après le match, Fénix et Pentagon Jr sont attaqués par oVe mais ils seront secourus par Brian Cage. Le 13 septembre à Impact, les Lucha Brothers battent le Cult of Lee, plus tard ils sont défiés pour un match au Bound for Glory par oVe. Plus tard, Cage bat Kongo Kong. Après le match, il annonce qu'il accepte le défi de oVe pour Bound for Glory. Le 20 septembre à Impact, les Lucha Brothers battent Matt Sydal & Rich Swann. Après le match, les membres de oVe tentent de les attaquer mais ils fuiront une fois que Brian Cage aura fait son entrée.  
Le 4 octobre à Impact, ils font équipe avec Brian Cage et gagnent par disqualification contre Callihan et les frères Crist après que Callihan ait frappé l'arbitre. Après le match, une bagarre éclate entre les six hommes. Lors de Bound for Glory 2018, ils perdent contre oVe au cours d'un oVe Rules match.   
Le 8 novembre à Impact, ils battent The OGz (Homicide et Hernandez). Le 29 novembre, ils battent Rich Swann et Willie Mack. Après le match, ils reçoivent un défi de la part des champions par équipe de Impact The Latin American Xchange pour le show Homecoming!.
Le 3 janvier 2019, ils battent Brian Cage et Johnny Impact. Lors de Homecoming, ils perdent contre LAX et ne remportent pas les Impact ! World Tag Team Championship.
Le 11 janvier, ils battent The Rascalz (Dezmond Xavier & Zachary Wentz). Le 1er février à Impact, The Lucha Brothers & Daga battent LAX & Taurus. Après le match, ils défient LAX pour un match de championnat par équipe la semaine suivante.
Le 8 février, ils battent LAX et remportent les Impact ! World Tag Team Championship. Le 4 avril lors de United We Stand, ils battent Rob Van Dam & Sabu. Le lendemain à Impact, ils attaquent LAX. 
Le 19 avril à Impact, ils battent Eli Drake et Eddie Edwards et conservent leurs titres par équipe de Impact. Après le match, ils ont une altercation avec LAX.

### All Elite Wrestling (2019-2024)
Le 7 février 2019 lors d'un rassemblement de la All Elite Wrestling, ils signent officiellement avec la fédération, puis ont une altercation physique avec les Young Bucks, qu'ils affronteront lors du premier pay-per-view inaugural : Double or Nothing.
Le 25 mai à Double or Nothing, ils ne remportent pas les titres mondiaux par équipe de la AAA, battus par les Young Bucks. Le 7 juin lors du pay-per view de la AAA : Verano de Escandalo, ils deviennent les nouveaux champions du monde par équipe de la AAA en prenant leur revanche sur leurs adversaires. Le 29 juin à Fyter Fest, Laredo Kid et eux perdent face à Kenny Omega et aux Young Bucks dans un 6-Man Tag Team Match.
Le 13 juillet à Fight for the Fallen, ils battent SCU. Le 31 août à All Out, ils conservent leurs titres en battant, à nouveau, les Young Bucks dans un Ladder Match. 
Le 30 octobre à Dynamite, ils ne remportent pas les titres mondiaux par équipe de la AEW, battus par SCU (Frankie Kazarian et Scorpio Sky) en finale du tournoi. Le 9 novembre à Full Gear, ils ne remportent pas les titres mondiaux par équipe de la AEW, battus par SCU dans un 3-Way Tag Team Match, qui inclut également Private Party.

#### The Death Triangle, champions du monde par équipe et champions du monde Trios avec PAC (2020-2023)
Le 4 mars à Dynamite, PAC et eux effectuent un Heel Turn, forment officiellement une alliance et se font appeler The Death Triangle. À cause de la pandémie de Covid-19 aux États-Unis, le catcheur britannique est contraint de rester dans son pays natal, au Royaume-Uni, pendant 8 mois.
Le 24 juin à Dynamite, ils font leur retour, s'allient avec The Butcher et The Blade, défient FTR et les partenaires de leur choix à Fyter Fest et les attaquent avant l'arrivée des Young Bucks.
Le 8 juillet à Fyter Fest Night 2, les quatre catcheurs battent le quartet adverse dans un 8-Man Tag Team match. Le 5 septembre à All Out, ils ne remportent pas la 21-Man Casino Battle Royal, gagnée par Lance Archer, et ne deviennent pas aspirants no 1 au titre mondial.
Le 11 novembre à Dynamite, les deux frères sont opposés l'un à l'autre, et l'aîné bat le cadet. Après leur combat, PAC fait son retour, effectue un Face Turn en confrontant Eddie Kingston. La semaine suivante à Dynamite, après la victoire de PAC sur The Blade, ils effectuent aussi un Face Turn, car ils empêchent le second d'attaquer le catcheur britannique, retournent aux côtés de ce dernier et mettent fin à leur alliance avec Eddie Kingston et ses deux subordonnés.
Le 7 mars 2021 à Revolution, Rey Fenix remporte la Casino Tag Team Battle Royal et permet à son équipe de devenir aspirante no 1 aux titres mondiaux par équipe. Plus tard dans la soirée, Penta El Zero Miedo ne devient pas aspirant no 1 au titre TNT, battu par Scorpio Sky dans un Face of the Revolution Ladder match. 
Le 30 mai à Double or Nothing, Penta El Zero M ne remporte pas la 21-Man Casino Battle Royal, battu par Jungle Boy, et ne devient pas aspirant no 1 au titre mondial.
Le 5 septembre à All Out, ils deviennent les nouveaux champions du monde par équipe en battant les Young Bucks dans un Steel Cage match. 
Le 16 octobre à Dynamite, ils ne conservent pas leurs titres mondiaux par équipe de la AAA, battus par FTR, ce qui met fin à un long règne de 853 jours. Le 13 novembre à Full Gear, ils conservent leurs titres en prenant leur revanche sur leurs mêmes adversaires.
Le 5 janvier 2022 à Dynamite, ils ne conservent pas leurs ceintures, battus par Jurassic Express (Jungle Boy et Luchasaurus), ce qui met fin à un règne de 122 jours.
Le 29 mai à Double or Nothing, PAC et eux perdent face à House of Black dans un 6-Man Tag Team match. Pendant le combat, Julia Hart effectue un Heel Turn, car elle asperge du Black Mist au visage de leur partenaire.
Le 7 septembre à Dynamite, ils deviennent les nouveaux champions du monde Trios en battant les Best Friends, remportent les titres pour la première fois de leurs carrières et deviennent les seconds champions.
Le 19 novembre à Full Gear, ils conservent leurs titres en battant l'Elite (Kenny Omega et les Young Bucks) dans un Trios match.
Le 11 janvier 2023 à Dynamite, ils ne conservent pas leurs ceintures, battus pas leurs mêmes adversaires dans un Esclera de la Muerte du dernier Best of Seven Series match, ce qui met fin à un règne de 126 jours.

#### Diverses rivalités et départ (2023-2024)
Le 5 mars lors du pré-show à Revolution, Mark Briscoe et eux battent Tony Nese, Josh Woods et Ari Daivari dans un Trios match.
Le 28 mai lors du pré-show à Double or Nothing, ils ne remportent pas le titre International, battus par Orange Cassidy dans un 21-Man Blackjack Battle Royal.
Le 27 août à All In, les Best Friends (Chuck Taylor, Orange Cassidy et Trent Beretta), Eddie Kingston et le premier luchador battent le Blackpool Combat Club (Jon Moxley, Claudio Castagnoli et Wheeler Yuta), Ortiz et Santana dans un Stadium Stampede match. Le 20 septembre à Dynamite: Grand Slam, le second luchador devient le nouveau champion International en battant Jon Moxley et remporte le titre pour la première fois de sa carrière. 
Le 1er octobre à WrestleDream, ils ne deviennent pas aspirants n°1 aux titres mondiaux par équipe, battus par les Young Bucks dans un 4-Way Tag Team match qui inclut également The Gunns, Orange Cassidy et HOOK. Le 10 octobre à Dynamite, Rey Fenix ne conserve pas sa ceinture, rebattu par Orange Cassidy, ce qui met fin à un règne de 20 jours.
Le 26 mai 2024 à Double or Nothing, PAC et eux ne remportent pas les titres mondiaux Trios et par équipe de 3 de la ROH, battus par Bang Bang Gang (Jay White et The Gunns) dans un Trios match. Le 30 juin lors du pré-show à Forbidden Door, Místico et eux battent Los Ingobernables de Japon (Hiromu Takahashi, Titán et Yota Tsuji) par soumission dans la même stipulation.

### Ring of Honor (2023)
Le 31 mars 2023 à Supercard of Honor, ils deviennent les nouveaux champions du monde par équipe de la ROH en battant Top Flight (Dante et Darius Martin), The Kingdom (Matt Taven et Mike Bennett), Aussie Open (Kyle Fletcher et Mark Davis) et La Facción Ingobernable (Rush et Dralístico), remportent les titres pour la première fois de leurs carrières et leurs douzièmes titres par équipe.
Le 21 juillet à Death Before Dishonor, ils ne conservent pas leurs ceintures, battus par Aussie Open (Kyle Fletcher et Mark Davis) dans un 4-Way Tag Team match qui inclut également The Kingdom (Matt Taven et Mike Bennett) et les Best Friends (Chuck Taylor et Trent Beretta), ce qui met fin à un règne de 112 jours.

### World Wrestling Entertainment (2024-...)
Le 20 septembre, ils signent officiellement pour plusieurs années avec la World Wrestling Entertainment.

## Palmarès
- All Elite Wrestling
  - 1 fois champion International de la AEW - Rey Fénix
  - 1 fois champions du monde par équipe de la AEW
  - 1 fois champions du monde en trio de la AEW - avec PAC

- AAW: Professional Wrestling Redefined
  - 1 fois champions par équipe de la AAW

- The Crash Lucha Libre
  - 1 fois champions par équipe The Crash

- Lucha Libre AAA Worldwide
  - 2 fois champions du monde par équipe de la AAA (plus long règne avec 853 jours)

- Pro Wrestling Guerrilla
  - 1 fois champions du monde par équipe de la PWG

- Impact Wrestling
  - 1 fois champions du monde par équipe d'Impact !

- Major League Wrestling
  - 1 fois champions par équipe de la MLW
- Ring of Honor
  - 1 fois ROH World Tag Team Championship

- Wrestling Alliance Revolution
  - 1 fois champions du monde par équipe de la WAR

- Xtrem Mexican Wrestling
  - 1 fois champions par équipe de la XMW